# Lauryn Hill
Lauryn Noelle Hill (n. 26 mai 1975, East Orange, New Jersey, SUA) este o cântăreață, rapperiță, compozitoare, actriță și producătoare muzicală americană, fostă membră a legendarei formații Fugees.
Hill este cunoscută pentru lansarea albumului The Miseducation of Lauryn Hill în august 1998, material care a fost comercializat în peste șapte milioane de exemplare, a fost aclamat de către critica de specialitate și a ajutat-o pe interpretă să câștige cinci premii Grammy.

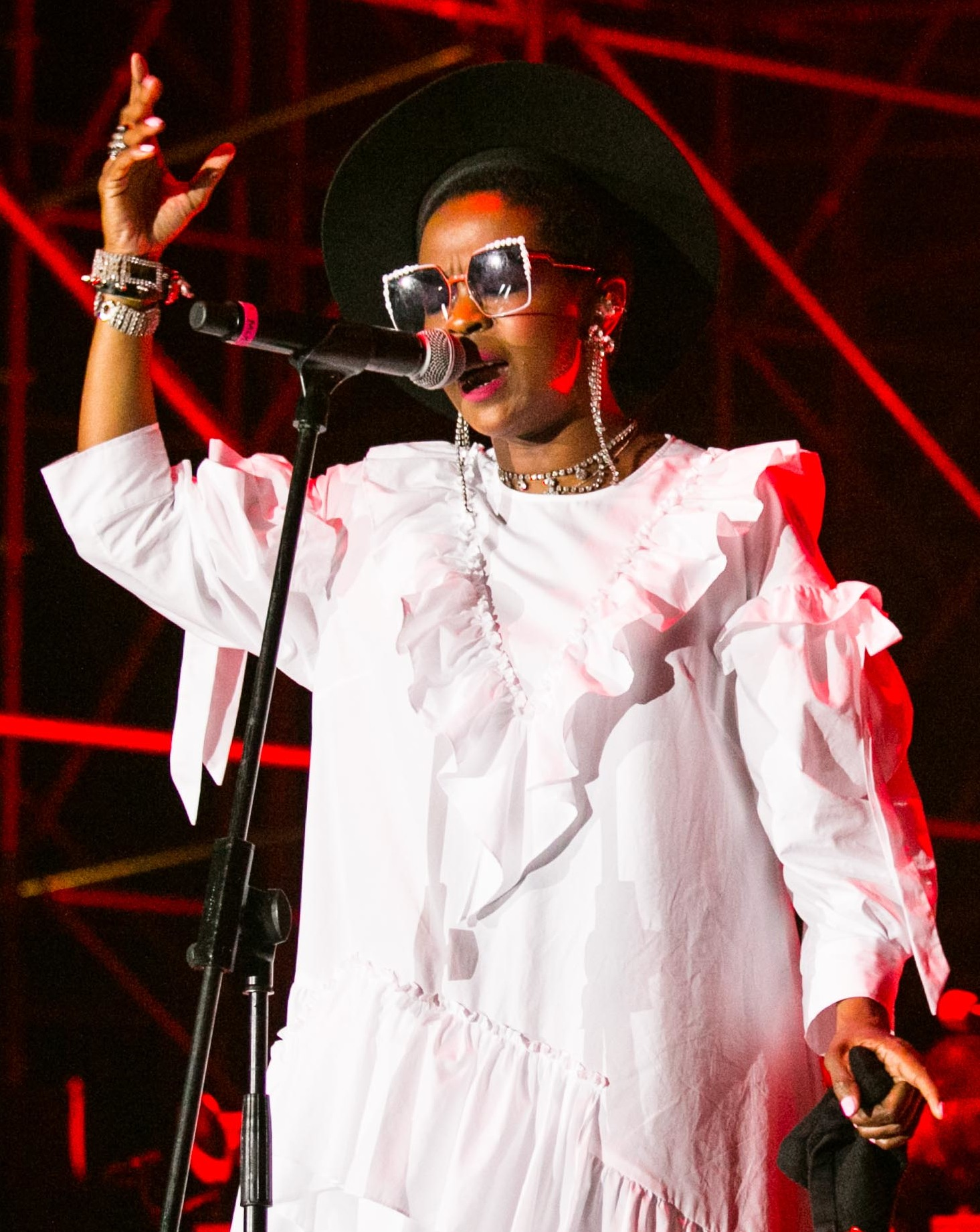
Lauryn Hill în 2018, celebrând 20 de ani de la lansarea albumului The Miseducation of Lauryn Hill (1998)

## Discografie
Albume de studio:
The Miseducation of Lauryn Hill (1998)
Albume live:
MTV Unplugged No. 2.0 (2002)